# 李湘岳
李湘岳（1957年3月—），汉族，湖南岳阳人。中国共产党党员。湘潭大学历史系中共党史专业毕业。中华人民共和国政治人物。

## 生平
历任汨罗县副县长，汨罗市代市长、市长；岳阳城陵矶经济技术开发区管委会副主任、常务副主任、工委副书记；岳阳市计划委员会副主任、主任；中共岳阳市岳阳楼区党委书记，中共岳阳市委常委，常务副市长，市委巡视员等职。2007年1月起任岳阳市人民代表大会常务委员会主任。